# Francesco Zagatti
Francesco Zagatti (18 de abril de 1932 - 7 de marzo de 2009) fue un futbolista italiano que jugaba como defensa.

## Carrera
Zagatti inició su carrera en el AC Milan. Jugó en el equipo juvenil antes de debutar en la Serie A en un partido contra la Lazio, el 1 de junio de 1952. Toda su carrera profesional se dio en el cuadro rossonero y ganó cuatro títulos de liga, una Liga de Campeones de la UEFA y una Copa Latina.
Luego de su retiro se quedó en AC Milan como entrenador del equipo juevnil y después como reclutador. Durante la temporada 1981-82 también fungió como entrenador por un par de partidos.
Zagatti falleció el 7 de marzo de 2009 a los 76 años, debido a un fuerte cuadro de hepatitis.

## Honores

### Club
- AC Milan
  - Serie A: 1954–55, 1956–57, 1958–59, 1961–62
  - Liga de Campeones de la UEFA: 1962–63
  - Copa Latina: 1956